# Protoparnus agrestis
Protoparnus agrestis is een keversoort uit de familie ruighaarkevers (Dryopidae). De wetenschappelijke naam van de soort werd in 1880 gepubliceerd door Thomas Broun.